# Trematosphaeria
Trematosphaeria of Stippelkogeltje is een geslacht van schimmels behorend tot de familie Trematosphaeriaceae. De wetenschappelijke naam van het geslacht werd voor het eerst in 1870 geldig gepubliceerd door Fuckel.

## Soorten
Volgens Index Fungorum telt het geslacht 144 soorten (peildatum februari 2022):
| Soortnaam                                             | Auteur(s)                                                              | Publicatiejaar |
| ----------------------------------------------------- | ---------------------------------------------------------------------- | -------------- |
| Trematosphaeria abuensis                              | Panwar, H.P. Srivast. & Geholt                                         | 1972           |
| Trematosphaeria actinidiae                            | Ablak. & Koval                                                         | 1961           |
| Trematosphaeria alaterni                              | (Fabre) Sacc.                                                          | 1883           |
| Trematosphaeria albidae                               | Gucevič                                                                | 1967           |
| Trematosphaeria alexii                                | Vouaux                                                                 | 1914           |
| Trematosphaeria alhagi                                | Nasȳrov                                                                | 1965           |
| Trematosphaeria alpestris                             | Tóth                                                                   | 1961           |
| Trematosphaeria alpina                                | Ferraris                                                               | 1902           |
| Trematosphaeria araneosa                              | (Pers.) Sacc.                                                          | 1883           |
| Trematosphaeria aravilla                              | Panwar & S.J. Kaur                                                     | 1978           |
| Trematosphaeria asterostoma                           | (Teng) You Z. Wang, Aptroot & K.D. Hyde                                | 2004           |
| Trematosphaeria bambusicola                           | Rick                                                                   | 1906           |
| Trematosphaeria beccariana                            | Pass.                                                                  | 1886           |
| Trematosphaeria belladonnae                           | Naumov                                                                 | 1951           |
| Trematosphaeria bermudiana                            | Sivan.                                                                 | 1976           |
| Trematosphaeria braunii                               | Rick                                                                   | 1933           |
| Trematosphaeria buellioides                           | Rehm                                                                   | 1877           |
| Trematosphaeria callicarpa                            | (Curr.) Sacc.                                                          | 1883           |
| Trematosphaeria calligoni                             | Nasȳrov                                                                | 1965           |
| Trematosphaeria callisperma                           | (Speg.) Sacc.                                                          | 1883           |
| Trematosphaeria callispora                            | (De Not.) Sacc.                                                        | 1883           |
| Trematosphaeria canariensis                           | Urries                                                                 | 1956           |
| Trematosphaeria carestiae                             | Pass.                                                                  | 1888           |
| Trematosphaeria cariosa                               | (Fairm.) Boise                                                         | 1985           |
| Trematosphaeria caryospora                            | Hazsl.                                                                 | 1892           |
| Trematosphaeria castanea                              | Hazsl.                                                                 | 1892           |
| Trematosphaeria chandrapurensis                       | K.M. Mogarkar & Khatoon                                                | 1980           |
| Trematosphaeria chrysothamni                          | Earle                                                                  | 1901           |
| Trematosphaeria cisti                                 | Naumov & Dobrozr.                                                      | 1929           |
| Trematosphaeria citri                                 | Sawada                                                                 | 1959           |
| Trematosphaeria clarkii                               | Sivan.                                                                 | 1977           |
| Trematosphaeria clavispora                            | Mouton                                                                 | 1900           |
| Trematosphaeria clavispora                            | Ellis & Everh.                                                         | 1903           |
| Trematosphaeria clypeata                              | Sacc. & Paol.                                                          | 1888           |
| Trematosphaeria clypeotecta                           | Petr. & Cif.                                                           | 1930           |
| Trematosphaeria confusa                               | (Garov.) Boise & D. Hawksw.                                            | 1985           |
| Trematosphaeria congesta                              | (Cooke) Berl. & Voglino                                                | 1886           |
| Trematosphaeria cornina                               | Dearn.                                                                 | 1936           |
| Trematosphaeria corticivora                           | Rehm                                                                   | 1876           |
| Trematosphaeria crassiseptata                         | Kaz. Tanaka, Y. Harada & M.E. Barr                                     | 2005           |
| Trematosphaeria crustacea                             | (Rehm) O.E. Erikss. & J.Z. Yue                                         | 1990           |
| Trematosphaeria cryptarum                             | Fuckel                                                                 | 1870           |
| Trematosphaeria demersa                               | G.H. Otth ex Sacc.                                                     | 1896           |
| Trematosphaeria dermatocarpi                          | Werner                                                                 | 1964           |
| Trematosphaeria dermatocarponis                       | Werner                                                                 | 1964           |
| Trematosphaeria desertorum                            | Kravtzev                                                               | 1955           |
| Trematosphaeria endoxyloides                          | Rehm ex H. Wegelin                                                     | 1894           |
| Trematosphaeria ephemera                              | Rehm                                                                   | 1893           |
| Trematosphaeria epileuca                              | (Berk. & M.A. Curtis) Shoemaker & P.M. LeClair                         | 1975           |
| Trematosphaeria errabunda                             | Fabre                                                                  | 1879           |
| Trematosphaeria erythraeae                            | Henn.                                                                  | 1908           |
| Trematosphaeria euganea                               | Gaja                                                                   | 1911           |
| Trematosphaeria eumorpha                              | Kirschst.                                                              | 1939           |
| Trematosphaeria faginea                               | Morgan                                                                 | 1904           |
| Trematosphaeria fendlerae                             | Earle                                                                  | 1901           |
| Trematosphaeria fissa                                 | (Fuckel) G. Winter                                                     | 1885           |
| Trematosphaeria fraxini                               | Ellis & Everh.                                                         | 1894           |
| Trematosphaeria fraxinicola                           | Sacc. & P. Syd.                                                        | 1899           |
| Trematosphaeria friesii                               | Rehm                                                                   | 1899           |
| Trematosphaeria fritzii                               | (J. Schröt.) Sacc.                                                     | 1883           |
| Trematosphaeria funalis                               | Vouaux                                                                 | 1910           |
| Trematosphaeria fusispora                             | H. Wegelin                                                             | 1894           |
| Trematosphaeria fusispora                             | Rick                                                                   | 1933           |
| Trematosphaeria graminicola                           | A. Pande                                                               | 1979           |
| Trematosphaeria grisea                                | (J.E. Mackinnon, Ferrada & Montem.) Abd. Ahmed, Sande, Fahal & de Hoog | 2014           |
| Trematosphaeria hendersonioides                       | Oudem.                                                                 | 1889           |
| Trematosphaeria henriquesiana                         | Sacc. & Trotter                                                        | 1913           |
| Trematosphaeria hyalopus                              | Ellis & Everh.                                                         | 1894           |
| Trematosphaeria hydrela (Grootsporig stippelkogeltje) | (Rehm) Sacc.                                                           | 1883           |
| Trematosphaeria hypoxyloides                          | Rehm                                                                   | 1907           |
| Trematosphaeria indica                                | Tilak & Jadhav                                                         | 1972           |
| Trematosphaeria indica                                | Nanir                                                                  | 1974           |
| Trematosphaeria insularis                             | (S.H. Ou) You Z. Wang, Aptroot & K.D. Hyde                             | 2004           |
| Trematosphaeria irregularis                           | Fabre                                                                  | 1883           |
| Trematosphaeria ischnosiphonis                        | Henn.                                                                  | 1908           |
| Trematosphaeria jasmini                               | Chona, Munjal & J.N. Kapoor                                            | 1957           |
| Trematosphaeria juniperi                              | Earle                                                                  | 1901           |
| Trematosphaeria kampalensis                           | Hansf.                                                                 | 1941           |
| Trematosphaeria kilimandscharica                      | Henn.                                                                  | 1895           |
| Trematosphaeria langloisii                            | (Ellis & Everh.) You Z. Wang, Aptroot & K.D. Hyde                      | 2004           |
| Trematosphaeria lignitum                              | (Heer) Beck                                                            | 1882           |
| Trematosphaeria lineolatispora                        | K.D. Hyde                                                              | 1992           |
| Trematosphaeria lophiostoma                           | Werner & M. Choisy                                                     | 1932           |
| Trematosphaeria lophiostomoides                       | Speg.                                                                  | 1887           |
| Trematosphaeria lunaria                               | Curr.                                                                  | 1891           |
| Trematosphaeria lupini                                | Earle                                                                  | 1901           |
| Trematosphaeria magenta                               | A. Alidadi                                                             | 2020           |
| Trematosphaeria magna                                 | Starbäck                                                               | 1899           |
| Trematosphaeria malaysiana                            | Alias, T.A. McKeown, S.T. Moss & E.B.G. Jones                          | 2001           |
| Trematosphaeria malincola                             | Kirschst.                                                              | 1939           |
| Trematosphaeria mammiformis                           | (Pat.) Teng                                                            | 1963           |
| Trematosphaeria mangrovis                             | Kohlm.                                                                 | 1968           |
| Trematosphaeria megalospora                           | Fabre                                                                  | 1883           |
| Trematosphaeria megalospora                           | (Sacc.) Sacc.                                                          | 1883           |
| Trematosphaeria melina                                | (Berk. & Broome) Sacc.                                                 | 1883           |
| Trematosphaeria microspora                            | Mhaskar & V.G. Rao                                                     | 1974           |
| Trematosphaeria minuta                                | Berl.                                                                  | 1889           |
| Trematosphaeria nuclearia                             | Sacc.                                                                  | 1883           |
| Trematosphaeria obtusula                              | Berl.                                                                  | 1888           |
| Trematosphaeria olearum                               | (Castagne) Sacc.                                                       | 1883           |
| Trematosphaeria pachycarpa                            | (Sacc. & Marchal) Shoemaker & C.E. Babc.                               | 1989           |
| Trematosphaeria palaquii                              | Ricker                                                                 | 1906           |
| Trematosphaeria pallidispora                          | Kirschst.                                                              | 1906           |
| Trematosphaeria paradoxa                              | G. Winter                                                              | 1885           |
| Trematosphaeria paronychiae                           | Gucevič                                                                | 1959           |
| Trematosphaeria passerinii                            | (Rabenh.) Sacc.                                                        | 1891           |
| Trematosphaeria perrumpens                            | Samuels & E. Müll.                                                     | 1979           |
| Trematosphaeria persicinotingens                      | Höhn.                                                                  | 1914           |
| Trematosphaeria pertusa (Mondig stippelkogeltje)      | Fuckel                                                                 | 1870           |
| Trematosphaeria pertusella                            | Sacc.                                                                  | 1878           |
| Trematosphaeria phaea                                 | (Rehm) G. Winter                                                       | 1885           |
| Trematosphaeria phaeoides                             | Kirschst.                                                              | 1939           |
| Trematosphaeria picastra                              | Fuckel                                                                 | 1870           |
| Trematosphaeria pleurostoma                           | Rehm                                                                   | 1881           |
| Trematosphaeria plurivora                             | Koshk. & Frolov                                                        | 1973           |
| Trematosphaeria porphyrostoma                         | (Kunze) Fuckel                                                         | 1871           |
| Trematosphaeria prominens                             | Sacc. & Trotter                                                        | 1913           |
| Trematosphaeria pyrenogena                            | (Durieu & Mont.) Sacc.                                                 | 1883           |
| Trematosphaeria radicalis                             | Tóth                                                                   | 1961           |
| Trematosphaeria rheithrophila                         | Kirschst.                                                              | 1941           |
| Trematosphaeria robinsoniae                           | Keissl.                                                                | 1927           |
| Trematosphaeria rubtzovii                             | Gucevič                                                                | 1970           |
| Trematosphaeria salsolae                              | Nasȳrov                                                                | 1965           |
| Trematosphaeria saxauli                               | Kravtzev                                                               | 1955           |
| Trematosphaeria schweinitzii                          | Ellis & Everh.                                                         | 1895           |
| Trematosphaeria seminuda                              | (Pers.) Fuckel                                                         | 1870           |
| Trematosphaeria seminuda                              | (Sacc.) De Not. ex Mussat                                              | 1901           |
| Trematosphaeria sequoiae                              | Gucevič                                                                | 1957           |
| Trematosphaeria socialis                              | Kirschst.                                                              | 1906           |
| Trematosphaeria striata                               | (Niessl) L. Holm                                                       | 1957           |
| Trematosphaeria subcollapsa                           | (Ellis & Everh.) Ellis & Everh.                                        | 1892           |
| Trematosphaeria subferruginea                         | Fuckel                                                                 | 1870           |
| Trematosphaeria tamaricis                             | Nasȳrov                                                                | 1965           |
| Trematosphaeria tephrosiae                            | (Cooke & Ellis) Huhndorf                                               | 1996           |
| Trematosphaeria thymi                                 | Urries                                                                 | 1932           |
| Trematosphaeria thymi                                 | Gucevič                                                                | 1959           |
| Trematosphaeria tripartita                            | Kirschst.                                                              | 1906           |
| Trematosphaeria verrucosa                             | E. Müll. & S. Ahmad                                                    | 1959           |
| Trematosphaeria vicina                                | (Sacc.) M.E. Barr & Math.                                              | 1998           |
| Trematosphaeria virginis                              | Rehm                                                                   | 1907           |
| Trematosphaeria vitigena                              | Ellis & Everh.                                                         | 1894           |
| Trematosphaeria wegeliniana (Moerasstippelkogeltje)   | L. Holm & K. Holm                                                      | 1988           |
| Trematosphaeria yakushimensis                         | Tak. Kobay.                                                            | 1976           |
| Trematosphaeria ybbsitzensis                          | (Strasser) Sacc.                                                       | 1928           |